# شهرستان گاروین (اکلاهما)
شهرستان گاروین، اکلاهما (به انگلیسی: Garvin County, Oklahoma) شهرستانی در ایالات متحده آمریکا است که در اکلاهما واقع شده‌است.

## خصوصیات
شهرستان گاروین ۲٬۱۰۷ کیلومترمربع مساحت دارد.